# Fanny Gillard
Fanny Gillard est une animatrice de télévision et de radio belge, travaillant pour la RTBF. Elle présentait notamment D6bels sur La Deux.

## Biographie
Titulaire d'un diplôme en psychopédagogie et méthodologie du français parlé et détentrice d'un Premier prix en art dramatique et en déclamation du Conservatoire royal de Liège, elle y commence une carrière de professeur de diction-déclamation et d’art dramatique, poste qu'elle occupera durant sept ans. Par la suite, elle travaille pour diverses petites stations de radios, parfois bénévolement, avant de rejoindre VivaCité en 2011, Pure FM et finalement Classic 21,,.
Par après, en parallèle à ses activités radiophoniques, elle fait ses débuts à la télévision sur la RTBF et y présente les capsules météorologiques Juste à temps, de manière parfois décalée ce qui lui a valu de faire le buzz. En effet, elle piège involontairement Camille Combal qui diffuse dans Touche pas à mon poste ! une séquence la montrant interrompue en direct par sa fille (Louise Stimart), ignorant cependant qu'il s'agit d'une mise en scène et non d'un acte fortuit. Cette séquence sera ensuite évoquée dans divers médias en France,.
En 2016, la RTBF lui confie la co-animation de l'émission consacrée aux Jeux olympiques d'été de 2016  mais pour laquelle elle lui demande de cacher ses tatouages afin de ne pas choquer les téléspectateurs. Plus tard la même année, elle se voit confier l'animation de D6bels et D6bels Francofolies,,,,,,.
En septembre 2017, elle devient en plus co-animatrice de l'émission 20:02 en alternance avec d'autres animateurs. Depuis elle est animatrice sur la radio Classic 21 de 10h à 12h.

## Activités annexes
Elle a été pendant plusieurs années chanteuse au sein du groupe namurois GangBang in HongKong.
Elle arbore également plusieurs tatouages visibles, ce qui lui a valu de nombreux courriels d'insultes. Elle a également dû les cacher à la demande de la RTBF pour la présentation des Jeux olympiques d'été de 2016,.